# La Couronne (Charente)
Pour les articles homonymes, voir La Couronne.
La Couronne est une commune du Sud-Ouest de la France, située dans le département de la Charente, en région Nouvelle-Aquitaine.
Elle est située au sud d'Angoulême dont elle fait partie de l'agglomération. Ses habitants sont les Couronnais et les Couronnaises.

## Géographie

### Localisation et accès
La ville de La Couronne se situe au sud-ouest de la ville d'Angoulême et fait partie de son agglomération. C'en est la quatrième ville la plus peuplée, après Angoulême, Soyaux et Ruelle, et la cinquième commune du département.
La commune est traversée par la N 10 d'Angoulême à Bordeaux et représente la première sortie au sud de celles d'Angoulême. La déviation de La Couronne ouverte en 1985 prolonge celle d'Angoulême et la nationale historique a été renumérotée en D 910.
La commune est aussi traversée par la D 103 de Saint-Michel à Claix, la D 41 de Nersac à Vœuil-et-Giget, la D 35 de La Couronne à Mouthiers, la D 244 de La Couronne à la zone industrielle de Nersac. La D 699, route d'Angoulême à Châteauneuf et Archiac borde la commune au nord-ouest.
La Couronne est située à 8 km d'Angoulême, 27 km de Barbezieux, 110 km de Bordeaux, 15 km de Châteauneuf, 5 km de Nersac et Saint-Michel, 7 km de Mouthiers.
La ligne Paris - Bordeaux traverse la commune et La Couronne y possédait une gare jusqu'en 2000. Une nouvelle halte ferroviaire prévue pour accueillir cinq aller-retour du train TER entre Angoulême et Bordeaux sera ouverte à la mi-décembre 2023.  Celle-ci ouvre finalement le 10 décembre 2023 : il s'agit de la gare de La Couronne (Charente). La LGV Sud Europe Atlantique passe à l'ouest de la commune en 2015. L'échangeur sud d'Angoulême avec la voie classique sera situé en partie dans la commune par une voie de liaison entre Roullet-Saint-Estèphe et La Couronne à la Courade.
La Couronne est desservie par les transports en commun d'Angoulême, lignes no A, 2, 8, 22 et 27.

### Hameaux et lieux-dits
De nombreux hameaux composent la commune : la Pinotière, le Mas, Breuty, Cothiers, les Séverins, Mougnac, la Tourette où se situe l'hippodrome d'Angoulême, les Gallands, la Courade, Colas, le Grand Maine, l'Oisellerie, etc.
L'Abbaye, l'Étang des Moines, les Fayards, le Coq Gaulois, la Croisade sont maintenant des quartiers du centre-ville. L'Étang des Moines est un quartier prioritaire rassemblant 1 320 habitants en 2018.

### Communes limitrophes
| Nersac                | Saint-Michel        | Angoulême      |
|                       | La Couronne         | Puymoyen       |
| Roullet-Saint-Estèphe | Mouthiers-sur-Boëme | Vœuil-et-Giget |

### Géologie et relief
Géologiquement, comme les trois quarts ouest du département, la commune occupe les terrains calcaires du Bassin aquitain. Elle se situe particulièrement dans le calcaire du Crétacé.
Une cuesta faisant face au nord-ouest traverse la commune, se prolonge vers Angoulême au nord-est (plateaux de la Tourette, Ma Campagne et Angoulême) et s'incurve vers le nord en allant vers l'ouest par Claix et Châteauneuf. La commune offre donc deux niveaux d'altitude principaux, entre les plateaux élevés au sud-est du Turonien - autrefois aussi Angoumien - et une petite plaque de Coniacien à Mougnac, et la vallée de la Charente au nord-ouest avec terrasses intermédiaires du Cénomanien.
Les fonds des vallées (Boëme, Charraud et Eaux-Claires) sont occupés par des alluvions récentes, du Quaternaire,,.
Les carrières de la cimenterie Lafarge entaillent la cuesta du Turonien. Les bas plateaux au nord-ouest, près de la Pinotière, ont aussi été exploités pour leur argile et donné naissance à des tuileries.
Le point culminant, 137 m, est situé sur le plateau de Bois Brûlé, près de Mougnac, et le point le plus bas, 31 m, est sur la Boëme à sa sortie de la commune près de Pombreton. Le centre-ville entre l'abbaye et le collège s'étage entre 48 et 64 m d'altitude.

### Hydrographie

#### Réseau hydrographique

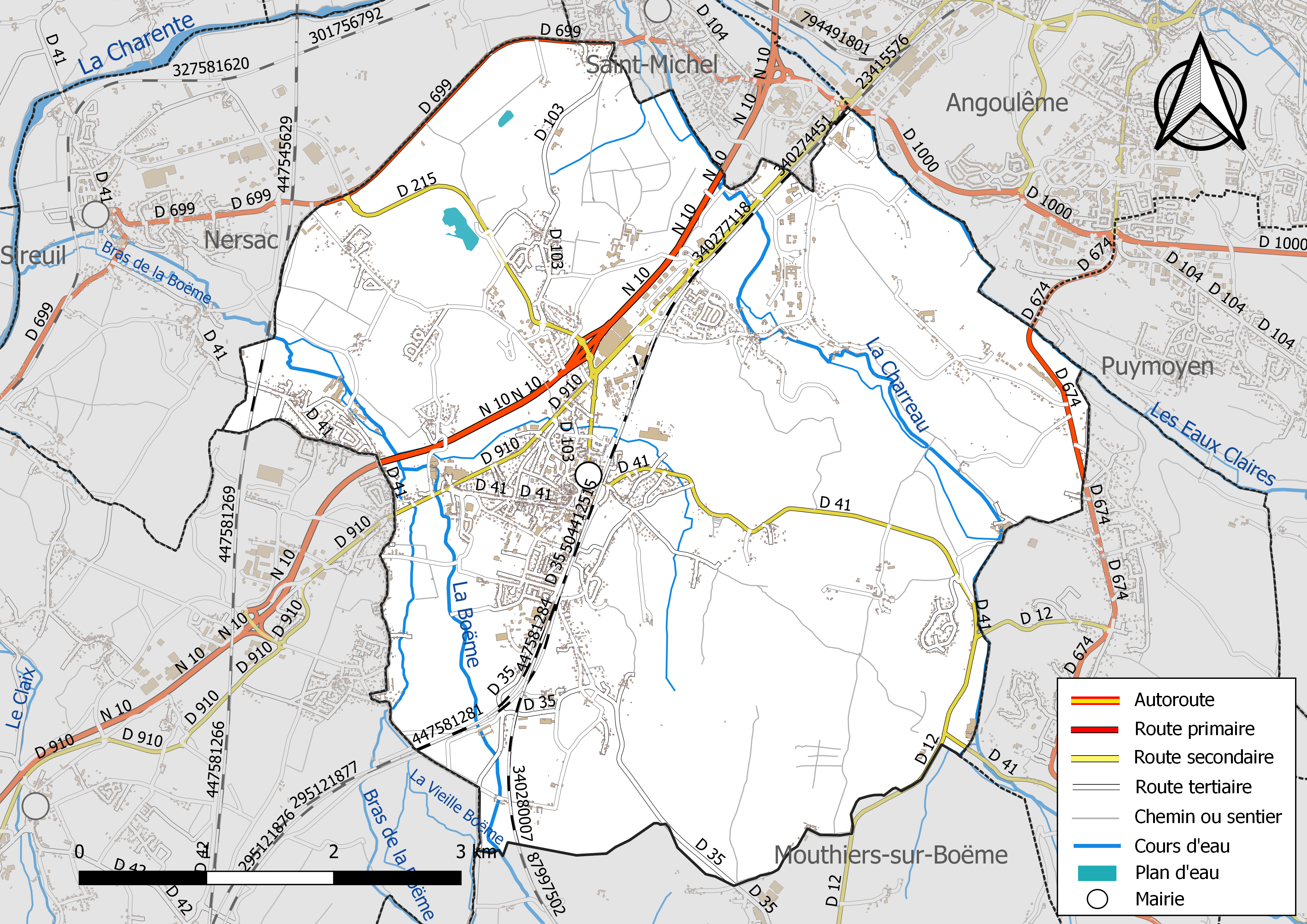
Réseaux hydrographique et routier de la Couronne.

La commune est située dans le bassin versant de la Charente au sein  du Bassin Adour-Garonne. Elle est drainée par la Boëme, la Charreau, les Eaux Claires, la Vieille Boëme, le ruisseau de la Fontaine du Roc et par deux petits cours d'eau, qui constituent un réseau hydrographique de 26 km de longueur totale,.
La commune est bordée au sud-ouest par la vallée de la Boëme, affluent de la Charente à Nersac, très large au sud de la commune. On y distingue la vieille Boëme qui coule à l'ouest et le cours principal parallèle à l'est, qui se rejoignent au Pont des Tables, puis la vallée s'encaisse au niveau des moulins de Colas et Barillon. D'une longueur totale de 23,2 km, ce cours d'eau prend sa source dans la commune de Chadurie et se jette  dans la Charente à Sireuil, après avoir traversé 6 communes.
La nord-est de la commune est traversé par la Charreau, qui occupe une vallée profonde à l'est, séparant les plateaux de Mougnac au sud et la Tourette au nord. La Charreau passe à Cothiers et Breuty, puis elle fait la limite de commune avec Saint-Michel au nord-est entre Girac et les Sicauds.
Le nord-est de la commune est aussi bordé par les Eaux-Claires, autre affluent de la Charente, qui fait limite avec la commune d'Angoulême, et dont la vallée encaissée sépare les plateaux de Ma Campagne au nord et de la Tourette au sud. Les Eaux Claires, d'une longueur totale de 13,7 km, prend sa source dans la commune de Torsac et se jette  dans la Charente à Fléac, après avoir traversé 7 communes.
Le centre de La Couronne est aussi traversé par un minuscule affluent de la Boëme qui descend du bois de Mougnac (caverne du Creux du Loup) et de la fontaine du Poirier, et qui passe au pied de l'abbaye et contourne l'ancien bourg par le nord. Il est nommé le ruisseau de La Couronne. Ce sont ces petits marécages et la légère éminence cernée par ce ruisseau qui ont donné le nom à la ville.
Une ancienne carrière, à la Pinotière, est occupée par un lac d'une vingtaine d'hectares que contourne la D 244, route récente.

#### Gestion des eaux
Le territoire communal est couvert par le schéma d'aménagement et de gestion des eaux (SAGE) « Charente ». Ce document de planification, dont le territoire correspond au bassin de la Charente, d'une superficie de 9 300 km2, a été approuvé le 19 novembre 2019. La structure porteuse de l'élaboration et de la mise en œuvre est l'établissement public territorial de bassin Charente. Il définit sur son territoire les objectifs généraux d’utilisation, de mise en valeur et de protection quantitative et qualitative des ressources en eau superficielle et souterraine, en respect des objectifs de qualité définis dans le troisième SDAGE  du Bassin Adour-Garonne qui couvre la période 2022-2027, approuvé le 10 mars 2022.

### Climat
Le climat est océanique aquitain et semblable à celui de la ville d'Angoulême.

### Végétation
La partie ouest de la commune est assez fertile et propice aux cultures (maïs, tournesol, céréales). La partie orientale, sur les plateaux, est assez boisée, principalement des chênes (chênes pédonculés, chênes verts, principalement à la Tourette) et quelques pins (pins noirs d'Autriche). On y trouve le Bois Brûlé près de Mougnac. Une pelouse calcaire avec genévriers pousse sur les flancs de la cuesta. Le nord de la commune est lui aussi, assez boisé, et est occupé par la forêt des Moines.

## Urbanisme

### Typologie
Au 1er janvier 2024, La Couronne est catégorisée ceinture urbaine, selon la nouvelle grille communale de densité à 7 niveaux définie par l'Insee en 2022.
Elle appartient à l'unité urbaine d'Angoulême, une agglomération intra-départementale dont elle est une commune de la banlieue,. Par ailleurs la commune fait partie de l'aire d'attraction d'Angoulême, dont elle est une commune de la couronne,. Cette aire, qui regroupe 94 communes, est catégorisée dans les aires de 50 000 à moins de 200 000 habitants,.

### Occupation des sols
L'occupation des sols de la commune, telle qu'elle ressort de la base de données européenne d’occupation biophysique des sols Corine Land Cover (CLC), est marquée par l'importance des territoires agricoles (43,7 % en 2018), en diminution par rapport à 1990 (48,6 %). La répartition détaillée en 2018 est la suivante : 
forêts (23,7 %), zones agricoles hétérogènes (20,9 %), zones urbanisées (17,2 %), terres arables (10,7 %), prairies (9,6 %), zones industrielles ou commerciales et réseaux de communication (5,4 %), mines, décharges et chantiers (5,4 %), milieux à végétation arbustive et/ou herbacée (3,2 %), cultures permanentes (2,5 %), espaces verts artificialisés, non agricoles (1,5 %). L'évolution de l’occupation des sols de la commune et de ses infrastructures peut être observée sur les différentes représentations cartographiques du territoire : la carte de Cassini (XVIIIe siècle), la carte d'état-major (1820-1866) et les cartes ou photos aériennes de l'IGN pour la période actuelle (1950 à aujourd'hui).

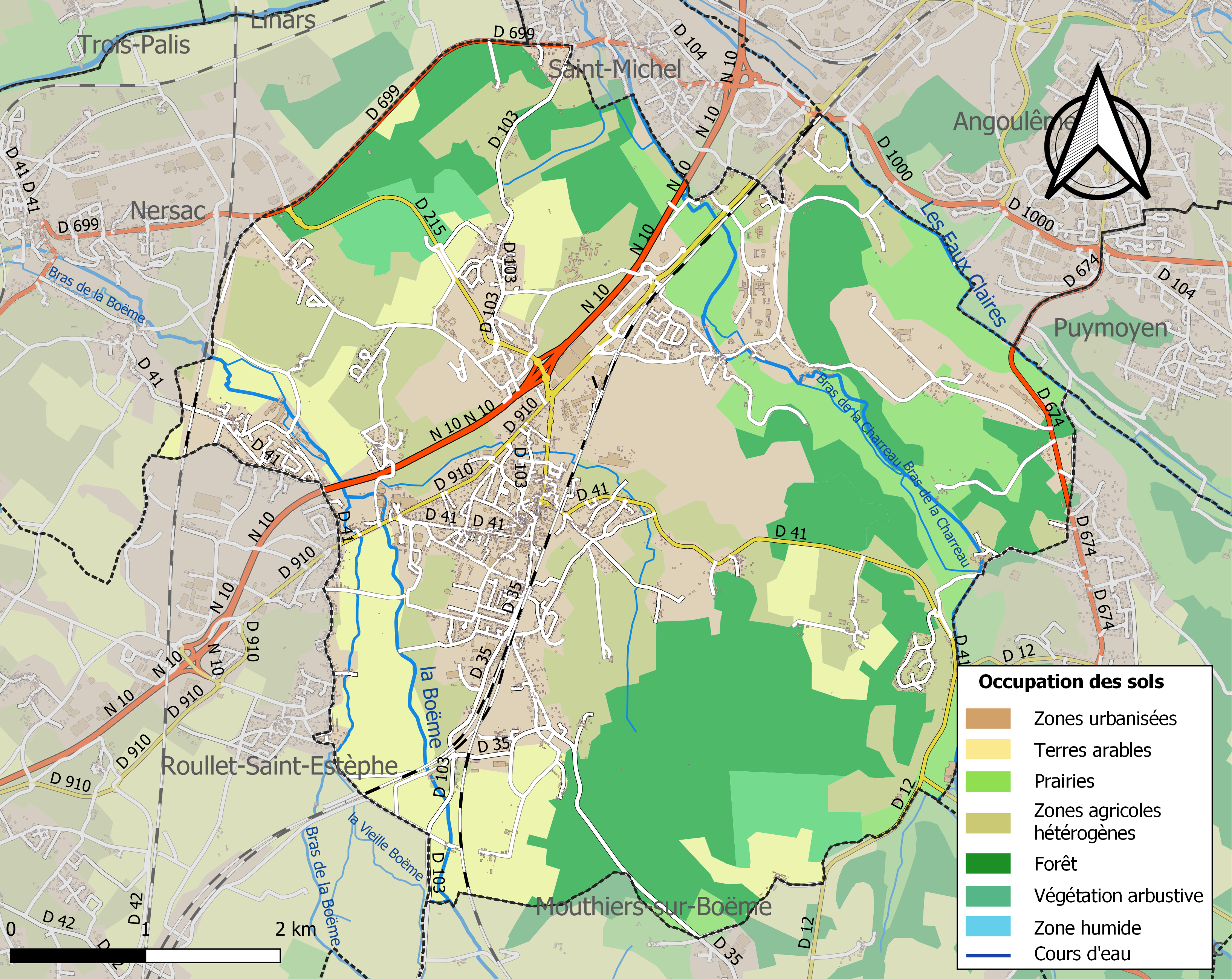
Carte des infrastructures et de l'occupation des sols de la commune en 2018 (CLC).

### Risques majeurs
Le territoire de la commune de La Couronne est vulnérable à différents aléas naturels : météorologiques (tempête, orage, neige, grand froid, canicule ou sécheresse), mouvements de terrains et séisme (sismicité faible). Il est également exposé à un risque technologique, le transport de matières dangereuses. Un site publié par le BRGM permet d'évaluer simplement et rapidement les risques d'un bien localisé soit par son adresse soit par le numéro de sa parcelle.

#### Risques naturels

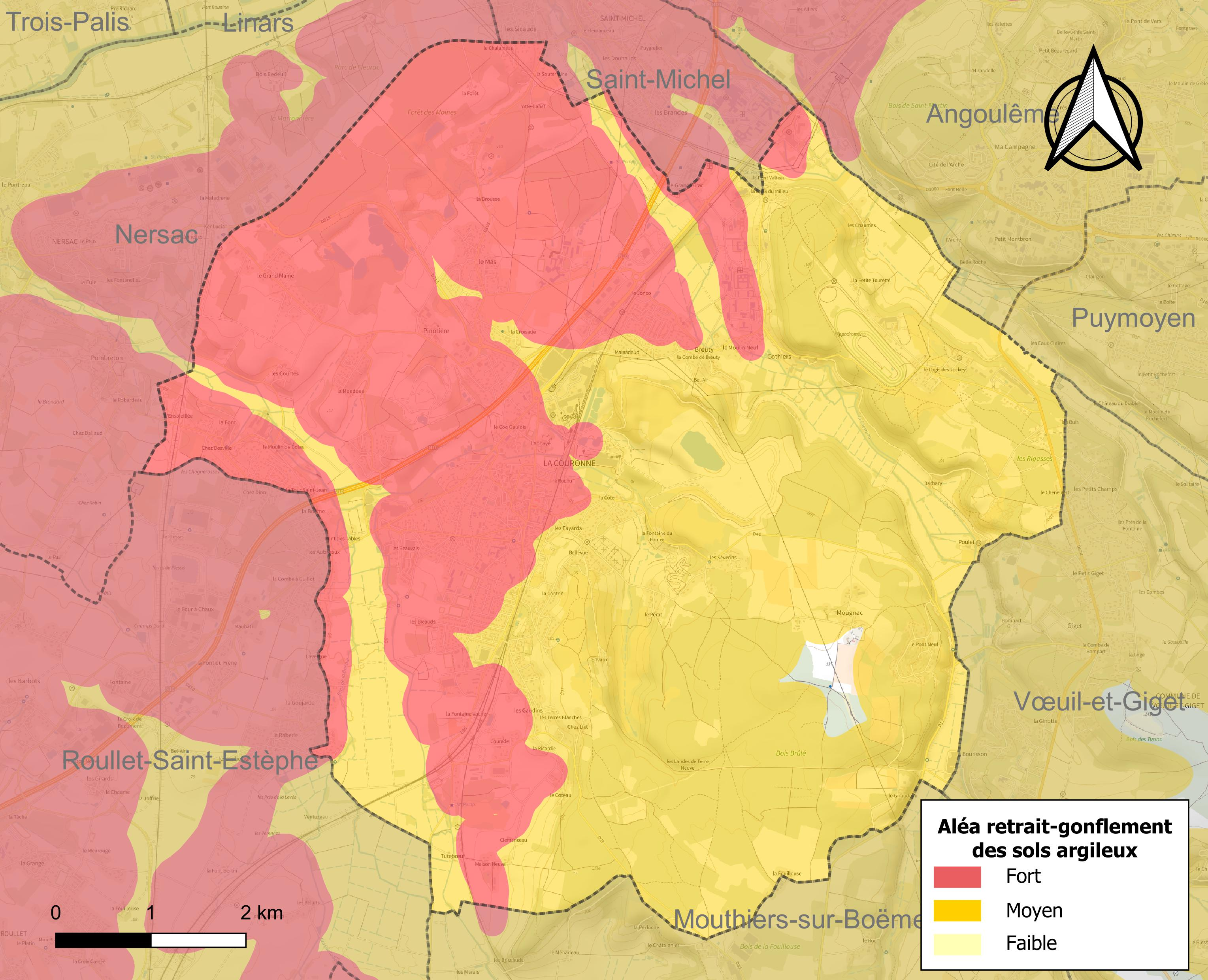
Carte des zones d'aléa retrait-gonflement des sols argileux de La Couronne.

Les mouvements de terrains susceptibles de se produire sur la commune sont des éboulements, chutes de pierres et de blocs.
Le retrait-gonflement des sols argileux est susceptible d'engendrer des dommages importants aux bâtiments en cas d’alternance de périodes de sécheresse et de pluie. 99,2 % de la superficie communale est en aléa moyen ou fort (67,4 % au niveau départemental et 48,5 % au niveau national). Sur les 3 080 bâtiments dénombrés sur la commune en 2019, 3 075 sont en aléa moyen ou fort, soit 100 %, à comparer aux 81 % au niveau départemental et 54 % au niveau national. Une cartographie de l'exposition du territoire national au retrait gonflement des sols argileux est disponible sur le site du BRGM,.
Par ailleurs, afin de mieux appréhender le risque d’affaissement de terrain, l'inventaire national des cavités souterraines permet de localiser celles situées sur la commune.
La commune a été reconnue en état de catastrophe naturelle au titre des dommages causés par les inondations et coulées de boue survenues en 1982, 1983, 1986, 1993, 1999 et 2013. Concernant les mouvements de terrains, la commune a été reconnue en état de catastrophe naturelle au titre des dommages causés par la sécheresse en 1989, 1991, 2003, 2009, 2010, 2011 et 2017 et par des mouvements de terrain en 1999.

#### Risques technologiques
Le risque de transport de matières dangereuses sur la commune est lié à sa traversée par une ou des infrastructures routières ou ferroviaires importantes ou la présence d'une canalisation de transport d'hydrocarbures. Un accident se produisant sur de telles infrastructures est susceptible d’avoir des effets graves sur les biens, les personnes ou l'environnement, selon la nature du matériau transporté. Des dispositions d’urbanisme peuvent être préconisées en conséquence.

## Toponymie
Le village est dénommé en 1110 dans un texte rédigé en latin Paludibus « les marais » (c'est-à-dire palús, palun en occitan, qui a donné La Palud) pour décrire son territoire marécageux,. En 1124, à la création du monastère, on trouve Corona beate Marie et Coronella  en 1139. Une autre forme ancienne est Corona en 1242. Mais il faut sans doute distinguer l'abbaye (Coronella ou Corona b. Mariae, la Couronne de Marie), fondée à l'écart du village de La Palud par les moines de Saint-Jean de La Palud.
C’est sur un acte des registres des baptêmes de 1783 que l’on trouve l’appellation Saint Jean de la Palu de La Couronne puis sur un autre de 1790 que disparaît le nom Saint Jean de La Palu (sans d) et subsiste seulement La Couronne. La commune prend donc le nom de son abbaye.
Pendant la Révolution, la commune retrouve provisoirement son ancien nom La Palud.
La dénomination corona ou coronella qui signifie « petite couronne » est liée à la configuration de cette faible éminence cernée par les marais,.

## Histoire

### Moyen Âge
Au XIIe siècle, un prêtre du nom de Lambert fut nommé chapelain de l'église collégiale de Saint-Jean-de-la-Palud, pauvre village à quelques lieues d'Angoulême et cerné par les marais. Il choisit de construire une modeste église sur une éminence de terre au milieu de ces marais, d'où son nom Coronella, avec l'aide de quelques disciples afin d'en faire un monastère.
Cette première église fut commencée en 1118 et terminée en 1122, sous l'administration du comte d'Angoulême Vulgrain II. En 1136, Lambert fut promus évêque d'Angoulême. Mais il n'oublia pas son cher monastère, et l'abbaye devint une des plus riches d'Aquitaine.
Lambert mourut en 1148, mais ses successeurs agrandirent l'abbaye, devenue trop petite. La nouvelle église fut commencée en 1171, et la première pierre fut posée par l'évêque d'Angoulême Pierre Ier en présence de l'évêque de Périgueux Pierre Mimez et de Junius, quatrième abbé de La Couronne.
Cette pierre fut retrouvée sous l'autel de la Vierge le 20 avril 1842, et il était inscrit en latin : « L'an de l'Incarnation de notre Seigneur 1171, Alexandre III siégeant à Rome, Pierre occupant le siège épiscopal d'Angoulême, Louis VII régnant en France et Henri, duc d'Aquitaine, en Angleterre, la première pierre de l'église de La Couronne a été posée dans les fondements de l'autel de la Vierge Marie ». Elle fut reposée au même endroit le 10 septembre 1842.
La construction de cette église dura plus de 20 ans. De style roman de la fin du XIIe siècle, elle était la plus vaste d'Aquitaine avec ses trois nefs d'égale longueur, et ses cinq sanctuaires. Ses dimensions étaient de 201 pieds de long, 89 de large et 50 de haut.
Son trésor fut saisi en 1183 par un prince anglais de passage en Angoumois pour fêter Pâques, Henri au Court-Mantel, fils d'Henri II, duc d'Aquitaine. Celui-ci avait reçu l'abbaye de sa femme Eléonore de Guyenne comme dot.
Au Moyen Âge, principalement aux XIIe et XIIIe siècles, La Couronne se trouvait sur une variante nord-sud de la via Turonensis, itinéraire du pèlerinage de Saint-Jacques-de-Compostelle qui passait par Nanteuil-en-Vallée, Tusson, Saint-Amant-de-Boixe, Angoulême, Mouthiers, Blanzac et Aubeterre.
Lors des guerres de religion, les protestants saccagèrent l'abbaye à deux reprises : une première fois le 22 mai 1562, après avoir profané la cathédrale d'Angoulême, puis en 1568, avec cette fois à leur tête le Prince de Condé.
Celle-ci ne retrouva son ancienne splendeur qu'avec la proclamation de l'Édit de Nantes par Henri IV, qui mit fin à ces guerres.
En septembre 1651, Louis XIV décida, par lettres patentes, la création de six foires par an dans le bourg de La Couronne : les mardi de Pâques et les 11 mai, 24 juin, 19 août, 15 novembre et 28 décembre, ainsi qu'un marché hebdomadaire, le mardi. La première de ces foires fut tenue le 11 mai 1652, dans une halle construite par les jésuites à cet effet.
Pendant la Révolution, l'abbaye fut vendue comme bien national. Son premier acquéreur la transforma en carrière de pierres à partir de 1807, avant qu'un nouveau propriétaire, M. Liédot, ne se décide à protéger l'édifice, mais hélas trop tard.

### Château de l'Oisellerie
Le château de l'Oisellerie aurait été une ancienne fauconnerie, fief des abbés de La Couronne, située à mi-chemin entre l'abbaye et la forêt des Pères, qui couvrait tout le nord de la commune, et appartenait à l'abbaye.
En 1498, ce fief appartenait à Arnault Calluau, procureur général du comte d'Angoulême, qui fit construire une grande partie du logis actuel, ainsi que son fils Jean, évêque de Senlis. En 1526, François Ier de retour d'Espagne où il était prisonnier, vint se reposer en Angoumois et séjourna dans le château où, lors d'une chasse au cerf, il se cassa un bras.
En 1678, le château passa à Jean de Tiers, sieur de La Rochette, puis en 1691 à François Maulde, conseiller au présidial d'Angoulême.
Au tout début du XXe siècle, le château fut acquis par le département de la Charente pour y créer une école d'agriculture.

### Papeteries
La Couronne a été également un important centre papetier d'Angoumois qui rayonna en France et en Europe puisqu'au XVIIIe siècle. Les familles de papetiers établis à Saint-Jean-de-la-Palud - Seguin, Gaudichaud, Perrot, Carroy, Lacroix, Laroche - exportaient jusqu'en Angleterre et en Espagne. François Ier accorda des privilèges aux papetiers d'Angoumois dès la première moitié du XVIe siècle, et les premiers moulins à papier apparurent sur la Boëme dès 1532.
L'activité fut développée par les riches familles bourgeoises d'Angoulême et les négociants flamands - Janssen, Van Tongeren - qui affermaient les moulins à des maîtres papetiers venus d'autres grands centres papetiers du côté du Périgord (Palluaud et Saint-Paul-de-Lizonne), dans la Marche (La Croix-sur-Gartempe) ou en Limousin[réf. nécessaire].
Sur la commune, de nombreux moulins à papier étaient donc installés sur la Boëme, la Charreau et les Eaux-Claires, qui étaient mentionnés sous le règle de Philippe VI de Valois. Mais c'est après l'invention de l'imprimerie que l'industrie du papier prit son essor. Au XVIIe siècle, il y avait 113 cuves de fabrication en Angoumois, dont 30 dans la seule paroisse de La Couronne.
Mais en 1653, un impôt sur les chiffons et sur le papier défavorisa les papeteries, suivi en 1685 par la révocation de l'édit de Nantes, qui fit émigrer de nombreux papetiers, protestants.
En 1740, la papeterie de Colas obtint le titre de Manufacture royale et, par là, d'importants privilèges, et jusqu'en 1763, date à laquelle Turgot supprima ce titre; en conséquence, de nombreuses papeteries fermèrent leurs portes. En 1762, le moulin du Petit-Montbron apporta une importante amélioration dans la technique papetière : le remplacement des maillets par des cylindres, en fonte dans un premier temps, qui avaient d'abord été expérimentés au moulin du Verger à Puymoyen un an avant. Ces progrès étaient suivis et encouragés par l'intendant de la généralité de Limoges, Turgot, et par le marquis de Montalembert, qui a créé la fonderie de Ruelle.
Mais l'entreprise fut abandonnée, faute de suivi de l'État.
En 1789, sur les 33 cuves réparties dans les 25 usines que comptait l'Angoumois, 19 étaient situées sur le territoire de La Couronne.
Les cylindres à moyeu en bois, plus légers que ceux en fonte et expérimentés en 1778 dans les papeteries d'Essonne et d'Annonay, furent introduits en Charente en 1806 à l'usine de Lacourade.
Les machines à fabriquer du papier en continu furent introduites en Charente d'abord à la papeterie de Veuze à Magnac-sur-Touvre en 1828, puis furent adoptées peu à peu dans les autres papeteries.
La Couronne fut le berceau de la famille Laroche-Joubert, important papetier.
Dans la seconde moitié du XIXe siècle, la commune de La Couronne comptait douze usines à papier.
Beaucoup se sont diversifiées pour fabriquer principalement du feutre, utilisé en papeterie, comme les usines de Ravillon, Tutebœuf, les Beauvais, le Petit-Montbron.
Au tout début du XXe siècle, La Couronne comptait encore huit papeteries :
- sur les Eaux-Claires, l'usine de l'Escalier, qui appartenait à la compagnie Laroche-Joubert
- sur la Charreau, Poulet, usine de carton exploitée par M. Thomas
- la papeterie de Cothiers, une des plus anciennes (établie en 1555), exploitée par M. Lacroix
- l'usine de Girac appartenait aussi à la compagnie Laroche-Joubert
- sur la Boëme, Lacourade, dirigée par M. de Lacourade, fabriquait du carton
- l'Abbaye, façonnage du papier (papier à lettres, enveloppes…)
- Pont des Tables, exploitée par R. Alamigeon
- Colas, exploitée aussi par R. Alamigeon[11].

À la fin du XXe siècle, la papeterie de l'Abbaye tournait encore. Son symbole était une abeille.

## Politique et administration

### Liste des maires

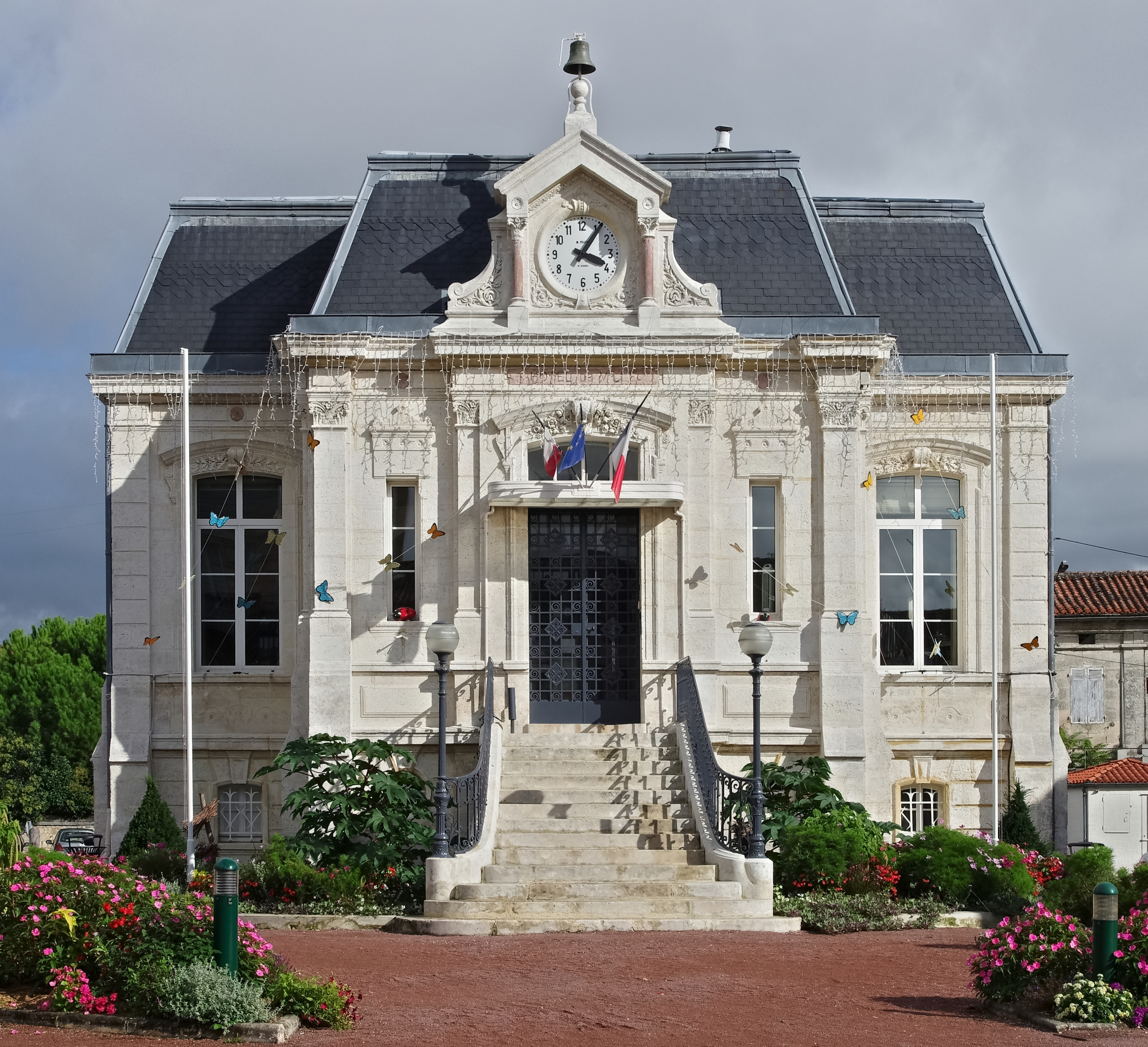
L'hôtel de ville en 2012.

| Période                                  | Période   | Identité            | Étiquette   | Qualité |
| ---------------------------------------- | --------- | ------------------- | ----------- | --- |
| Les données manquantes sont à compléter. |           |                     |             | |
| 1947                                     | 1971      | Paul Mousset        |             | |
| mars 1971                                | mars 1983 | Angel Motard        | PS          | Instituteur Conseiller général de la Couronne (1973 → 1988) |
| mars 1983                                | mars 2001 | Bernard Desbordes   | PS puis MDC | Chef d'entreprise Conseiller général de la Couronne (1994 → 2001) |
| mars 2001                                | mars 2008 | Bernard Sauzé       | MRC         | |
| mars 2008                                | En cours  | Jean-François Dauré | PS          | Cadre bancaire Conseiller général (2008 → 2015) puis départemental de la Couronne (2015 → 2016 et 2021 → ) 1er vice-président du conseil départemental (2021 → ) Président de la CA du Grand Angoulême (2014 → 2020) |

### Politique de développement durable
La commune a engagé une politique de développement durable en lançant une démarche d'Agenda 21 en 2009.

### Politique environnementale
Dans son palmarès 2024, le Conseil national de villes et villages fleuris de France a attribué deux fleurs à la commune.

## Démographie

### Évolution démographique
L'évolution du nombre d'habitants est connue à travers les recensements de la population effectués dans la commune depuis 1793. Pour les communes de moins de 10 000 habitants, une enquête de recensement portant sur toute la population est réalisée tous les cinq ans, les populations de référence des années intermédiaires étant quant à elles estimées par interpolation ou extrapolation. Pour la commune, le premier recensement exhaustif entrant dans le cadre du nouveau dispositif a été réalisé en 2007.

En 2022, la commune comptait 7 759 habitants, en évolution de +0,84 % par rapport à 2016 (Charente : −0,48 %, France hors Mayotte : +2,11 %).
| 1793  | 1800  | 1806  | 1821  | 1831  | 1841  | 1846  | 1851  | 1856  |
| ----- | ----- | ----- | ----- | ----- | ----- | ----- | ----- | ----- |
| 2 050 | 1 407 | 1 264 | 1 801 | 2 007 | 2 355 | 2 311 | 2 340 | 2 550 |

| 1861  | 1866  | 1872  | 1876  | 1881  | 1886  | 1891  | 1896  | 1901  |
| ----- | ----- | ----- | ----- | ----- | ----- | ----- | ----- | ----- |
| 2 700 | 2 882 | 2 617 | 2 876 | 3 301 | 3 271 | 3 490 | 3 457 | 3 700 |

| 1906  | 1911  | 1921  | 1926  | 1931  | 1936  | 1946  | 1954  | 1962  |
| ----- | ----- | ----- | ----- | ----- | ----- | ----- | ----- | ----- |
| 3 847 | 3 852 | 3 763 | 3 897 | 4 271 | 4 411 | 4 735 | 5 123 | 5 257 |

| 1968  | 1975  | 1982  | 1990  | 1999  | 2006  | 2007  | 2012  | 2017  |
| ----- | ----- | ----- | ----- | ----- | ----- | ----- | ----- | ----- |
| 5 394 | 5 901 | 6 076 | 6 295 | 6 861 | 7 018 | 7 037 | 7 410 | 7 732 |

| 2022  | - | - | - | - | - | - | - | - |
| ----- | - | - | - | - | - | - | - | - |
| 7 759 | - | - | - | - | - | - | - | - |

En 2009, La Couronne comptait 6 995 habitants  (soit une stagnation par rapport à 1999). La commune occupait le 1 393e rang au niveau national, alors qu'elle était au 1 332e en 1999, et le 5e au niveau départemental sur 404 communes.
L'évolution du nombre d'habitants est connue à travers les recensements de la population effectués à La Couronne depuis 1793.
Au début du XXIe siècle, les modalités de recensement ont été modifiées par loi du 27 février 2002, dite loi de démocratie de proximité, afin de permettre, après une période transitoire courant de 2004 à 2008, la publication annuelle de la population légale des différentes circonscriptions administratives françaises.
Pour les communes dont la population est inférieure à 10 000 habitants, les enquêtes sont exhaustives et ont lieu chaque année par roulement au cours d'une période de cinq ans. Pour La Couronne, le premier recensement a été fait en 2007, les suivants étant en 2012, 2017, etc. La première population légale postérieure à celle de 1999 et s’inscrivant dans ce nouveau dispositif est entrée en vigueur au 1er janvier 2009 et correspond au recensement de l’année 2006, qui, pour La Couronne, est une évaluation intermédiaire.
Le maximum de la population a été atteint en 2010 avec 7 123 habitants.

### Pyramide des âges
La population de la commune est relativement jeune.
En 2018, le taux de personnes d'un âge inférieur à 30 ans s'élève à 36,6 %, soit au-dessus de la moyenne départementale (30,2 %). À l'inverse, le taux de personnes d'âge supérieur à 60 ans est de 26,4 % la même année, alors qu'il est de 32,3 % au niveau départemental.
En 2018, la commune comptait 3 715 hommes pour 4 044 femmes, soit un taux de 52,12 % de femmes, légèrement supérieur au taux départemental (51,59 %).
Les pyramides des âges de la commune et du département s'établissent comme suit.
| Hommes | Classe d’âge | Femmes |
| ------ | ------------ | ------ |
| 0,5    | 90 ou +      | 1,3    |
| 6,8    | 75-89 ans    | 9,6    |
| 17,2   | 60-74 ans    | 17,4   |
| 20,0   | 45-59 ans    | 21,9   |
| 16,1   | 30-44 ans    | 15,9   |
| 22,3   | 15-29 ans    | 20,3   |
| 17,0   | 0-14 ans     | 13,6   |

| Hommes | Classe d’âge | Femmes |
| ------ | ------------ | ------ |
| 1      | 90 ou +      | 2,7    |
| 9,2    | 75-89 ans    | 12     |
| 20,6   | 60-74 ans    | 21,3   |
| 20,7   | 45-59 ans    | 20,3   |
| 16,8   | 30-44 ans    | 16     |
| 15,6   | 15-29 ans    | 13,4   |
| 16,1   | 0-14 ans     | 14,3   |

## Économie

### Agriculture
La viticulture occupe une partie de l'activité agricole. La commune est située dans les Fins Bois, dans la zone d'appellation d'origine contrôlée du cognac.

### Industrie
- La cimenterie Lafarge

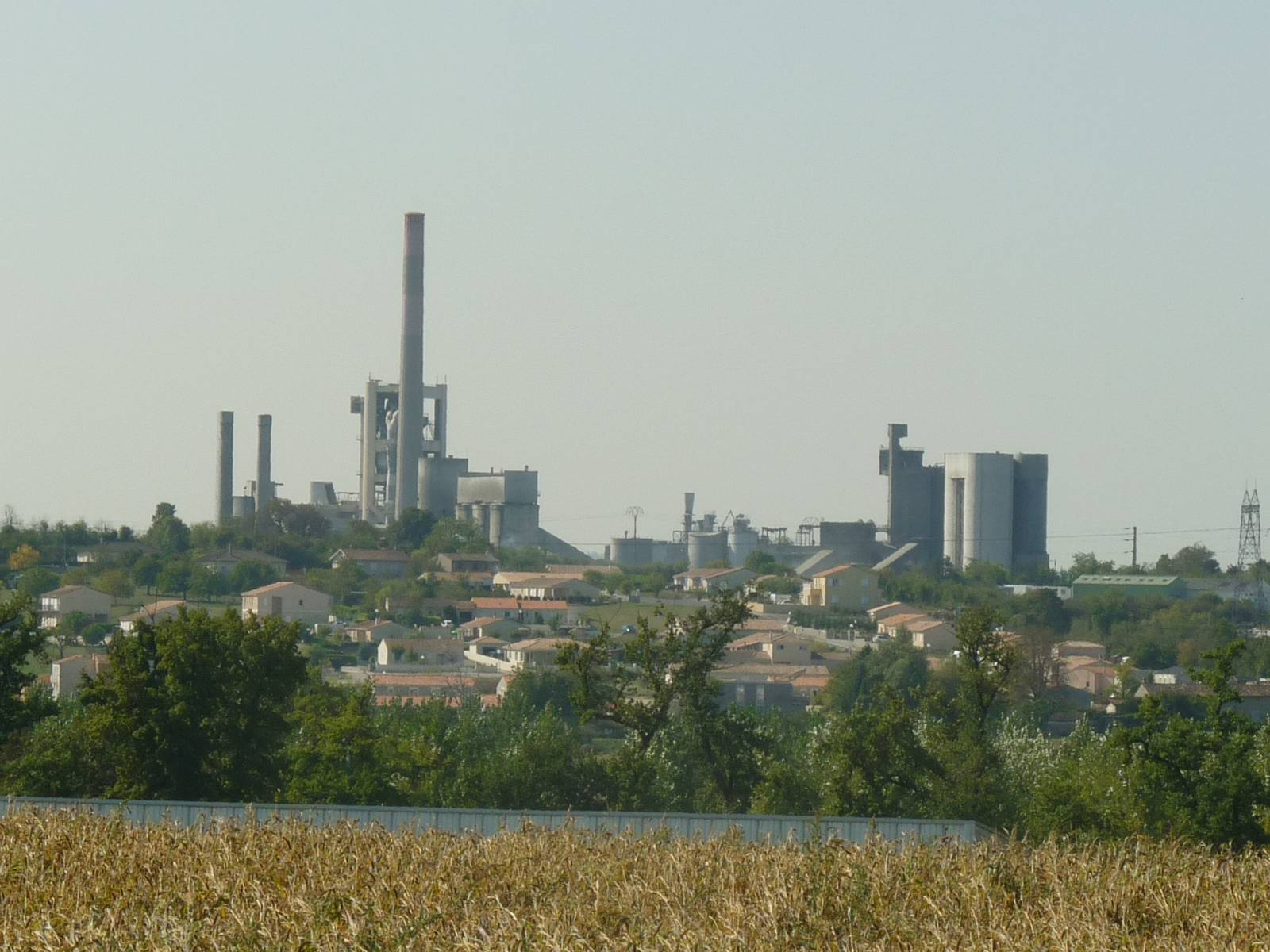
Cimenterie Lafarge.

- Les Papeteries La Couronne, leader des enveloppes.

### Commerces
- Zone commerciale de Chantemerle.
- Pharmacies, boulangeries, médecins, dentistes, notaire, supermarché.

## Équipements, services et vie locale

### Enseignement

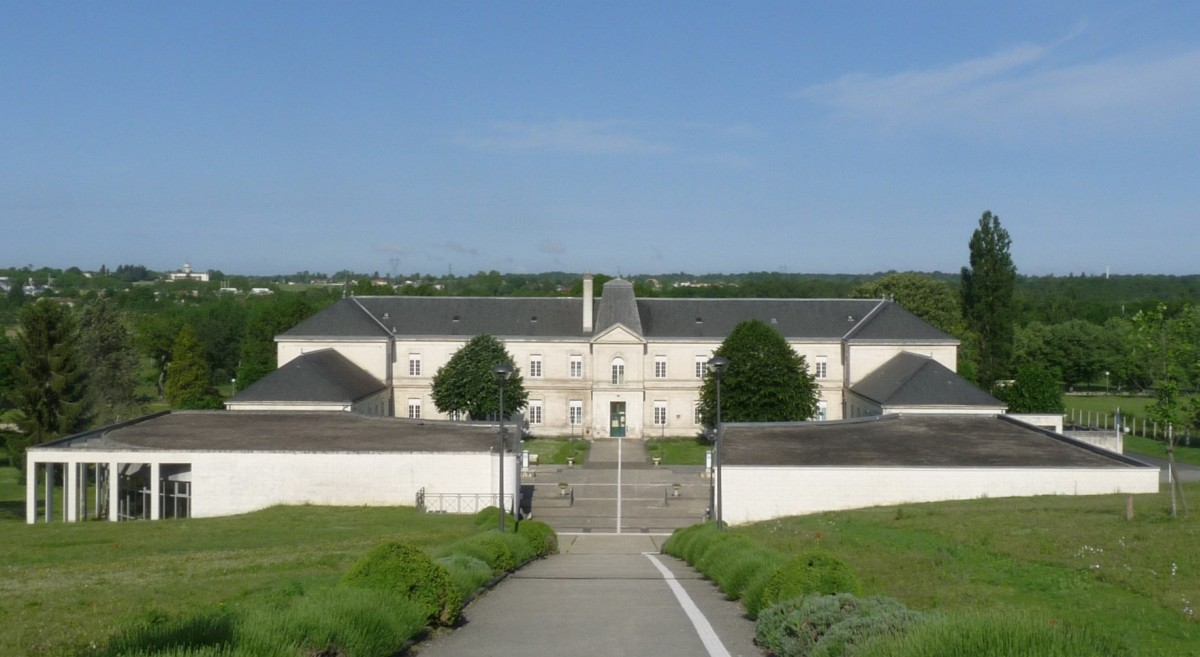
L'université d'Angoulême, à Breuty.

Le collège d'enseignement secondaire de La Couronne (baptisé Élisabeth-et-Robert-Badinter en 2013,), un des plus importants du département, regroupe en 2011 environ 670 élèves de la 6e à la 3e répartis dans 26 classes,.
La Couronne possède aussi deux écoles élémentaires (Jacques-Prévert et Marie-Curie) et deux écoles maternelles (du Parc et de l'Étang des Moines).
Le  Campus agro-viticole de la Charente Oisellerie-Barbezieux est aussi implanté sur la commune. Il comporte sur son site de La Couronne le lycée agricole de l'Oisellerie, un centre de formation continue, un centre de formation par apprentissage et une exploitation agricole.
La commune accueille aussi le Centre universitaire de la Charente (dépendant de l'université de Poitiers), installé à Breuty.

### Sports et activités
- piscine d'été[41]
- hippodrome d'Angoulême, situé à la Tourette
  - club hippique : l'Étrier charentais[61].
- centre socioculturel et sportif[41]
- club omnisports couronnais[41] :
  - cyclisme[62],
  - badminton,
  - basket-ball[63],
  - tennis[64],
  - judo[65],
  - échecs[66],
  - pétanque,
  - football[67],
  - rugby,
  - gymnastique volontaire.

### Marchés
- Marché le samedi matin, place du Marché

## Lieux et monuments

### Patrimoine religieux

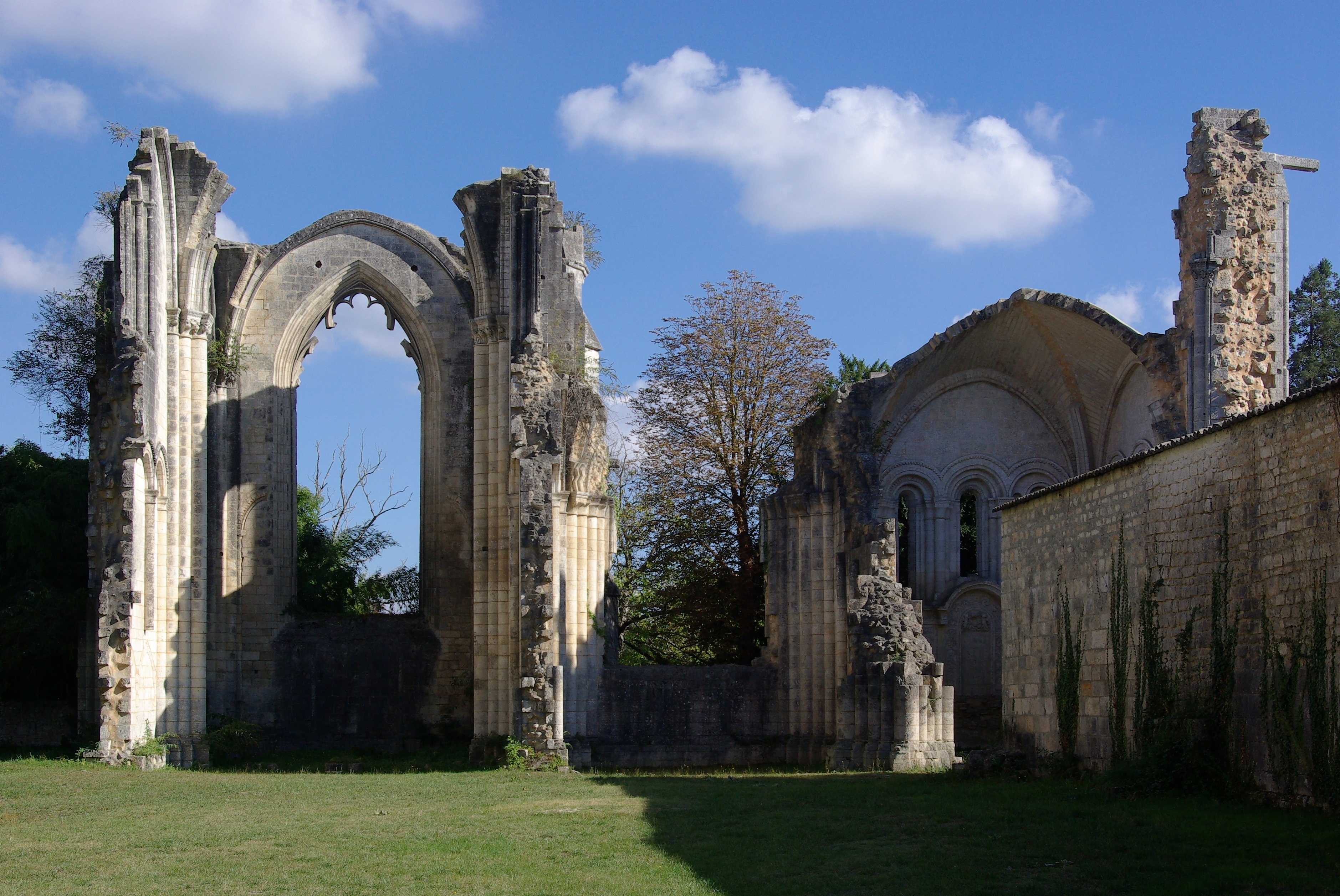
Vestiges de l'abbaye.

L'abbaye Notre-Dame de La Couronne, dont les vestiges témoignent de sa grandeur passée et de son importance économique et sociale.

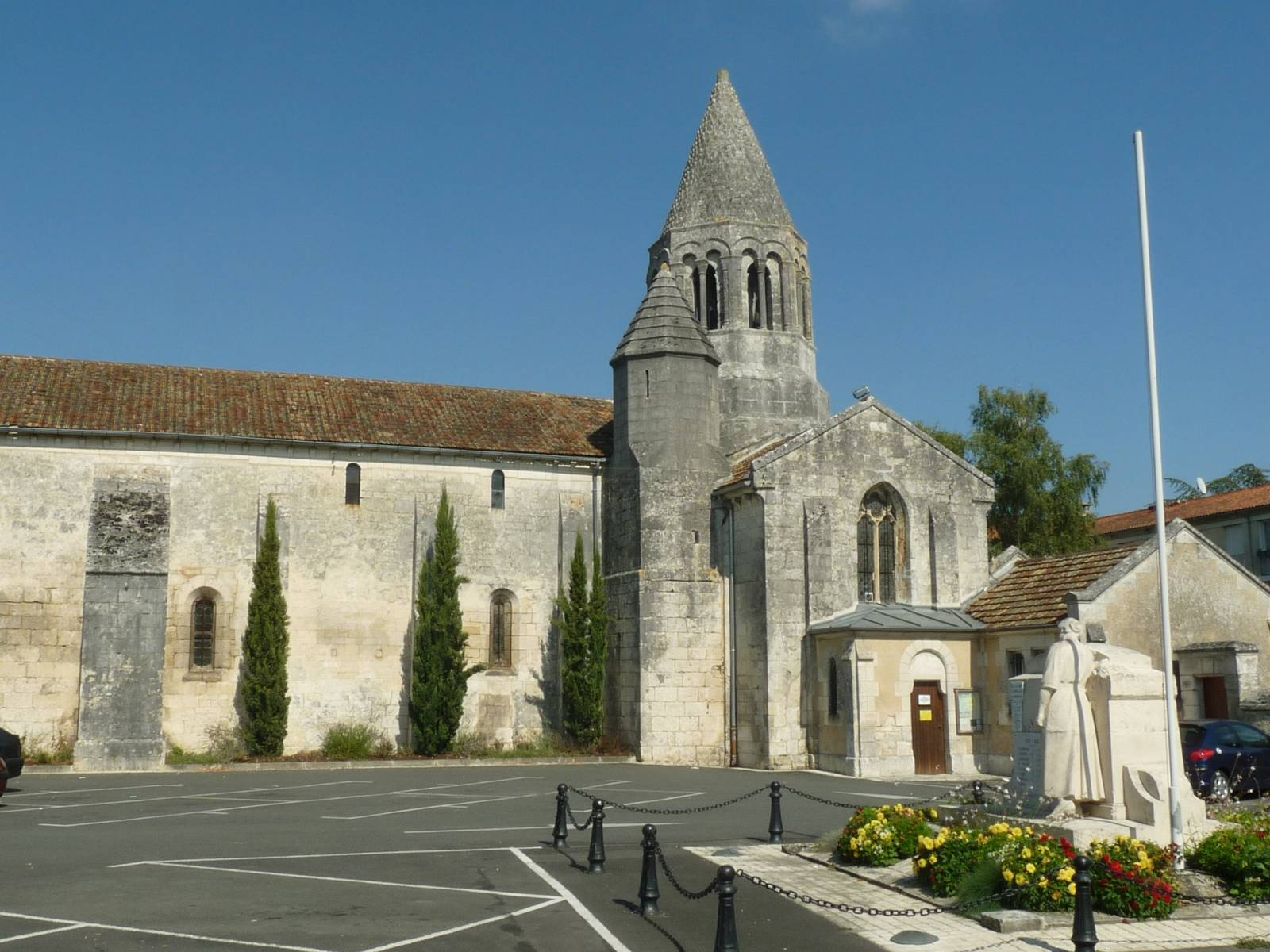
L'église.

L'église paroissiale Saint-Jean-Baptiste date du XIe siècle. Elle est classée monument historique depuis 1903.

### Patrimoine civil

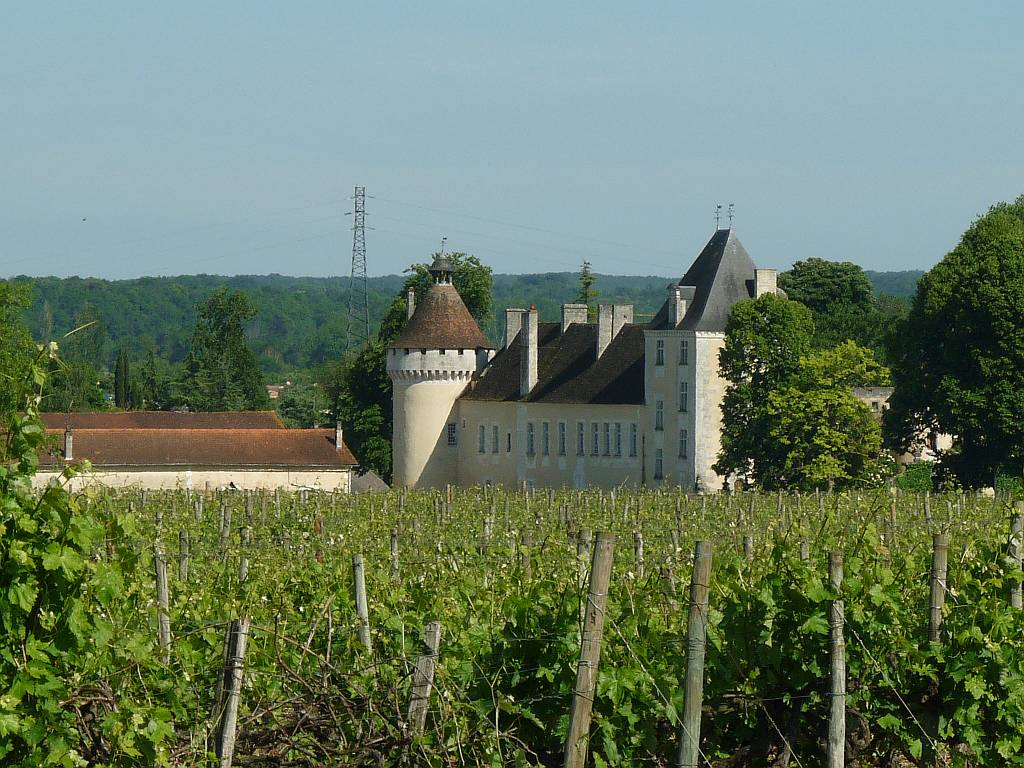
Le château de l'Oisellerie.

Le château de l'Oisellerie dont le nom vient de la fauconnerie relevant de l'abbaye Notre-Dame de La Couronne. Sa construction débute en 1498; il sera agrandi et embelli au XVIe siècle. Il abrite le lycée agricole. Depuis 1989, il appartient au Conseil général, qui y a installé une médiathèque du Centre départemental de documentation pédagogique de la Charente. Le château a été classé monument historique en 1911.
Le logis de Mougnac, une maison forte ancienne avec des parties bâties au XVe siècle et deux pavillons du XVIIe siècle, qui encadrent le corps du logis; il faisait partie du fief de l'abbaye Notre-Dame de La Couronne.
Au village des Gallands, il existe une maison forte avec deux tours transformées en pigeonniers, et dont l'une possède des meurtrières.
L’ancienne caserne décrite dans une lettre du 19 août 1872 adressée à monsieur le préfet par le service de l’architecte du département : « se compose d’un corps de bâtiment pour 4 logements, le 5e logement se trouve dans la cour, il est composé de 3 pièces, il existe 4 petits chais, des greniers, un puits, et des cabinets d’aisance séparés pour homme et pour femme ».
Le logis de la Côte, demeure privée, fut construit par Paul Abadie,.
La maison Lacroix, située au moulin de Cothiers, est inscrite monument historique depuis 2013.
La Couronne possède un patrimoine témoignant de l'histoire de la papeterie et de l'industrie en Charente : Poulet, l'Escalier, l'Abbaye, la Courade, Moulin Neuf, Pont des Tables, moulin Barillon, Colas, Breuty, Beauvais, Tutebœuf, Grand Girac, scierie Albert...

### Patrimoine environnemental
Le GR 4 qui va de Royan à Grasse traverse la commune et passe à Mougnac.

## Personnalités liées à la commune
- Jean-Edmond Laroche-Joubert (1820-1884), industriel papetier et homme politique du XIXe siècle
- Léonard Jarraud (1848-1926), peintre, est né à La Couronne en 1848 et y est mort en 1926
- Albert Goursaud (1899-1970), contre-amiral et ethnologue, auteur de La Société rurale traditionnelle en Limousin (4 volumes). Né à La Couronne
- Gontran Gauthier (1906-1966), marin et résistant, Compagnon de la Libération, né à La Couronne
- Jacques Goimard, (1934-2012) né à La Couronne, auteur de science-fiction
- Leïla Kaddour-Boudadi, (1980-) journaliste et animatrice de télévision française, a fait ses études secondaires à La Couronne

## Héraldique
| Blason | Blasonnement : De gueules au dromadaire chargé d'un bât, accosté de deux fleurs de lis, soutenu d'un lambel de trois pendants renversé, le tout d'argent, le lambel lui-même soutenu de l'inscription « 12 maii 1118 » de sable. |

## Jumelages
- Itzehoe (Allemagne) depuis 1988
- Laterrière (Québec) depuis 1991
- Concordia (Italie) depuis 1981
- Pasłęk (Pologne) depuis 1994
- Khotine (Ukraine) depuis 1995